# Leonard Peltier
Leonard Peltier (Grand Forks, 12 de setembre de 1944) és un activista polític i escriptor sioux-anishinaabemowin, membre històric del Moviment Indi Americà (AIM) i presoner polític als Estats Units d'Amèrica des de 1976.
Es considera un guerrer anishinabe-lakota de Turtle Mountain, participà en l'ocupació de Fort Lawton (1970) i en The trail of broken Treaties (1972). El 26 de juny del 1975 se l'acusà de la mort de dos agents del FBI i fugí al Canadà, d'on fou extradit el desembre de 1976. Condemnat a cadena perpètua, es va demanar diverses vegades la revisió del judici.
Amnistia Internacional va denunciar el 2010 el seu procés com a injust.
És un dels símbols per excel·lència de la resistència dels nadius nord-americans. Nombroses personalitats dels Estats Units i d'arreu del món han reclamat el seu alliberament, és el cas de Pete Seeger, Michael Moore, Danny Glover, Rubin "Hurricane" Carter, Vivienne Westwood o els membres de grups musicals com Rage Against the Machine o U2.
El 1986 va rebre el premi de l'Associació Pro Drets Humans de Madrid.
El 1992 el Michael Apted dirigí la pel·lícula Incident at Oglala, produïda per Robert Redford, que tractava sobre el seu cas.
El gener de 2025 Joe Biden, just abans de plegar com a president dels EUA, va commutar la seva presó a perpetuïtat per arrest domiciliari.